# Opius weemsi
Opius weemsi är en stekelart som beskrevs av Fischer 1964. Opius weemsi ingår i släktet Opius och familjen bracksteklar. Inga underarter finns listade i Catalogue of Life.